# Góra (osada leśna w powiecie międzychodzkim)
Góra – osada leśna w Polsce położona w województwie wielkopolskim, w powiecie międzychodzkim, w gminie Sieraków
W latach 1975–1998 miejscowość należała administracyjnie do województwa poznańskiego.